# Batracomorphus pentheus
Batracomorphus pentheus är en insektsart som beskrevs av Knight 1983. Batracomorphus pentheus ingår i släktet Batracomorphus och familjen dvärgstritar. Inga underarter finns listade i Catalogue of Life.